# NGC 3230
NGC 3230 este o low-surface-brightness galaxy⁠(d) situată în constelația Leul. A fost descoperită în 24 martie 1830 de către John Herschel. Se află la o distanță de 40,8 de megaparseci de Pământ.